# Campeonato de Francia de Rugby 15 1935-36
El Campeonato de Francia de Rugby 15 1935-36 fue la 40.ª edición del Campeonato francés de rugby, la principal competencia del rugby galo.
El campeón del torneo fue el equipo de RC Narbonne quienes obtuvieron su primer campeonato.

## Desarrollo

### Primera Fase
| marzo de 1936 | AS Bayonne | 13 - 0 | FC Lézignan |  |  |

| marzo de 1936 | Racing Club | 12 - 5 | Grenoble |  |  |

| marzo de 1936 | CS Vienne | 5 - 0 | Bort les Orgues |  |  |

| marzo de 1936 | Tarbes | 10 - 6 | Tyrosse |  |  |

### Octavos de final
| marzo de 1936 | Narbonne | 6 - 5 | Biarritz |  |  |

| marzo de 1936 | Toulon | 3 - 0 | Toulouse |  |  |

| marzo de 1936 | Perpignan | 6 - 0 | AS Bayonne |  |  |

| marzo de 1936 | Brive | 11 - 3 | Béziers |  |  |

| marzo de 1936 | Montferrand | 26 - 8 | Stade Bordelais |  |  |

| marzo de 1936 | Carcassonne | 13 - 3 | Racing Club |  |  |

| marzo de 1936 | Bayonne | 10 - 3 | CS Vienne |  |  |

| marzo de 1936 | Tarbes | 3 - 0 | Tarbes |  |  |

### Cuartos de final
| abril de 1936 | Narbonne | 10 - 6 | Toulon |  |  |

| abril de 1936 | Perpignan | 19 - 0 | Brive |  |  |

| abril de 1936 | Montferrand | 22 - 18 | Carcassonne |  |  |

| abril de 1936 | Bayonne | 8 - 6 | Pau |  |  |

### Semifinal
| abril de 1936 | Narbonne | 3 - 0 | Perpignan |  |  |

| abril de 1936 | Montferrand | 10 - 3 | Bayonne |  |  |

### Final
| 10 de mayo de 1936 | RC Narbonne | 6 - 3   | Montferrand | Stade des Ponts Jumeaux, Toulouse |  |
|                    |             | Reporte |             |                                   |  |

| Bandera de Francia  |
| Campeón RC Narbonne |
| Primer título       |